# 7068 Minowa
A 7068 Minowa (ideiglenes jelöléssel 1994 WD1) a Naprendszer kisbolygóövében található aszteroida. Kushida Y., Muramatsu, O. fedezte fel 1994. november 26-án.